# México en los Juegos Olímpicos de Atenas 2004
México estuvo representado en los Juegos Olímpicos de Atenas 2004 por un total de 109 deportistas, 59 hombres y 50 mujeres, que compitieron en 20 deportes.
El portador de la bandera en la ceremonia de apertura fue el saltador Fernando Platas.

## Medallistas
El equipo olímpico mexicano obtuvo las siguientes medallas:
| Nombre               | Deporte           | Competición          |
| -------------------- | ----------------- | -------------------- |
| Oro                  |                   |                      |
| —                    |                   |                      |
| Plata                |                   |                      |
| Ana Gabriela Guevara | Atletismo         | 400 m F              |
| Belem Guerrero       | Ciclismo en pista | Carrera por puntos F |
| Óscar Salazar        | Taekwondo         | –58 kg M             |
| Bronce               |                   |                      |
| Iridia Salazar       | Taekwondo         | –57 kg F             |

## Resultados por deporte

### Boxeo
México participó en las categorías de wélter ligero, medio y semipesado por primera vez desde Atlanta 1996.
Fue la primera vez en la historia que el equipo mexicano de boxeo no pudo ganar un solo combate en Juegos Olímpicos.
| Atleta               | Evento              | Ronda de 32         | Ronda de 16        | Cuartos de final   | Semifinales        | Final              | Final     |
| Atleta               | Evento              | Oponente Resultado  | Oponente Resultado | Oponente Resultado | Oponente Resultado | Oponente Resultado | Posición  |
| -------------------- | ------------------- | ------------------- | ------------------ | ------------------ | ------------------ | ------------------ | --------- |
| Raúl Castañeda       | Peso minimosca      | bye                 | Kazakov (RUS) P    | No avanzó          | No avanzó          | No avanzó          | No avanzó |
| Abner Mares          | Peso gallo          | Bedák (HUN) P       | No avanzó          | No avanzó          | No avanzó          | No avanzó          | No avanzó |
| Juan de Dios Navarro | Peso wélter ligero' | Karimzhanov (KAZ) P | No avanzó          | No avanzó          | No avanzó          | No avanzó          | No avanzó |
| Alfredo Angulo       | Peso medio          | Lee (IRL) P         | No avanzó          | No avanzó          | No avanzó          | No avanzó          | No avanzó |
| Ramiro Reducindo     | Peso semipesado     | Aripgadjiev (BLR) P | No avanzó          | No avanzó          | No avanzó          | No avanzó          | No avanzó |

### Clavados
Fernando Platas compitió en sus cuartos Juegos Olímpicos, Jashia Luna en sus segundos.
| Atleta                       | Evento                                   | Preliminar | Preliminar | Semifinal | Semifinal | Semifinal | Final     | Final     | Total     | Total     |
| Atleta                       | Evento                                   | Puntos     | Posición   | Puntos    | Posición  | Total     | Puntos    | Posición  | Puntos    | Posición  |
| ---------------------------- | ---------------------------------------- | ---------- | ---------- | --------- | --------- | --------- | --------- | --------- | --------- | --------- |
| Fernando Platas              | Trampolín 3 metros varonil               | 434.70     | 8          | 232.02    | 7         | 666.72    | 472.23    | 5         | 704.25    | 5         |
| Rommel Pacheco               | Trampolín 3 metros varonil               | 408.75     | 15         | 221.85    | 11        | 630.60    | 420.84    | 10        | 642.69    | 10        |
| Rommel Pacheco               | Plataforma 10 metros varonil             | 463.47     | 5          | 182.79    | 10        | 646.26    | 440.61    | 10        | 623.40    | 10        |
| Jashia Luna                  | Trampolín 3 metros femenil               | 252.75     | 20         | No avanzó | No avanzó | No avanzó | No avanzó | No avanzó | No avanzó | No avanzó |
| Paola Espinosa               | Trampolín 3 metros femenil               | 301.14     | 9          | 205.32    | 14        | 506.46    | 284.88    | 12        | 490.12    | 12        |
| Paola Espinosa               | Plataforma 10 metros femenil             | 348.03     | 5          | 171.18    | 12        | 519.21    | 284.22    | 12        | 455.40    | 12        |
| Jashia Luna                  | Plataforma 10 metros femenil             | 328.62     | 10         | 153.18    | 17        | 481.80    | No avanzó | No avanzó | No avanzó | No avanzó |
| Laura Sánchez Paola Espinosa | Trampolín 3 metros sincronizados femenil |            |            |           |           |           | 286.92    | 5         |           |           |
| Paola Espinosa Jashia Luna   | Trampolín 3 metros sincronizados femenil |            |            |           |           |           | 307.74    | 5         |           |           |

### Remo
Martha García compitió en sus segundos Juegos Olímpicos, 12 años después de su debut e Barcelona 92.
El país compitió en scull individual femenil por primera vez desde 1984.
| Atleta                       | Evento                     | Cuartos de final | Cuartos de final | Repesca   | Repesca  | Semifinal             | Semifinal    | Final             | Final    |
| Atleta                       | Evento                     | Resultado        | Posición         | Resultado | Posición | Resultado             | Posición     | Resultado         | Posición |
| ---------------------------- | -------------------------- | ---------------- | ---------------- | --------- | -------- | --------------------- | ------------ | ----------------- | -------- |
| Martha García                | Scull individual femenil   | 8:07.32          | 5                | 7:35.55   | 1        | 8:04.83 (Semifinal A) | 5            | 7:34.44 (Final B) | 12       |
| Gabriela Huerta Aline Olvera | Scull ligero doble femenil | 7:18.16          | 6                | 7:23.07   | 5        | No avanzaron          | No avanzaron | 7:48.02 (Final C) | 16       |